# Chukchansi
Chukchansi (Shukshansi, Shukshanchi, Suksanchi, ), vodeće pleme Chukchansi Yokutsa, porodica mariposan, koja su govorila koja su govorila jezikom chikchansi. Chukchansi vlastiti pripadaju užoj skupini Northern Foothill Yokuts a u 19. stoljeću bili su naseljeni na Coarsegold Creeku i gornjem Cottonwood Creeku. 
Od njihovih sela poznmata su Hapasau (blizu Fresno Flatsa), Chukchanau ili Suksanau (na Fresno Riveru), Tsuloniu (na izvorima Coarsegold Creeka), Kowoniu ili Kohoniu (na Picayune Creeku), Kataniu (mjestu današnje Picayune Rancherije) i Ch'eyau (na Cottonwood Creeku blizu Batesa).
Njihovi potomci danas žive na rezervatu Picayune Rancheria. Plemensko vijeće sastoji se od sedam članova. današnji viječnici su: Patrick Hammond III, Harold Hammond Sr., Sam Lawhon, Janice Devine,  Morris Reid, Mark Emerick i Dora Jones. Federalno su priznati.

## Vanjske poveznice
- Picayune Rancheria of the Chukchansi Indians  Arhivirana inačica izvorne stranice od 10. travnja 2009. (Wayback Machine)
- Hodge